# Heinrich Klosterkemper
Heinrich „Heinz“ Klosterkemper (* 16. Dezember 1902 in Osnabrück; † 28. November 1976 in Düsseldorf) war ein deutscher Verwaltungsjurist und Landrat.

## Leben
Nach dem 1922 in seiner Heimatstadt abgelegten Abitur studierte er Rechts- und Staatswissenschaften an den Universitäten Freiburg im Breisgau und Göttingen. Seit 1922 war er Mitglied der katholischen Studentenverbindung KDStV Hercynia Freiburg im Breisgau. Nach dem Rechtsreferendariat trat er als Regierungsassessor in den Staatsdienst ein, wo er ab 1930 am Landratsamt Wiedenbrück und ab 1931 am Landratsamt Unna tätig war. Nach der Machtergreifung der Nationalsozialisten trat der bislang zentrumsnahe Klosterkemper zum 1. Mai 1933 in die NSDAP ein (Mitgliedsnummer 3.283.194).
Er wirkte als Landrat im Kreis Unna vom 1. Oktober 1933 bis 13. Januar 1937 und war im Landkreis Glatz von 1937 bis 1945 im Amt. Zwischenzeitlich leistete er während des Zweiten Weltkrieges ab Mitte Juni 1940 Kriegsdienst bei der Wehrmacht, zuletzt als Oberleutnant. Von 1941 bis Kriegsende 1945 war er im Reichsministerium des Innern als Generalreferent für Verwaltungsvereinfachung beschäftigt.
Nach Kriegsende fand Klosterkemper Beschäftigung in der Bauindustrie. Er wurde im Dezember 1948 nach einem Spruchkammerverfahren als entlastet entnazifiziert. Seine Zulassung als Verwaltungsrechtsrat erhielt er 1949. Von 1952 bis zu seinem Eintritt in den Ruhestand 1966 war er als Ministerialdirigent der Abteilung Flurbereinigung, Agrarstrukturverbesserung, Siedlung, Wasserwirtschaft im Ministerium für Ernährung, Landwirtschaft und Forsten des Landes Nordrhein-Westfalen tätig.